# 3656 Hemingway
3656 Hemingway eller 1978 QX är en asteroid i huvudbältet som upptäcktes den 31 augusti 1978 av den rysk-sovjetiske astronomen Nikolaj Tjernych vid Krims astrofysiska observatorium på Krim. Den har fått sitt namn efter den amerikanske författaren och journalisten Ernest Hemingway.
Asteroiden har en diameter på ungefär 5 kilometer.